# Wongsapat Silahiranrat
Wongsapat Silahiranrat (thailändisch วงศพัทธ์ ศิลาหิรัญรัตน์; * 29. Juli 1995 in Chanthaburi), auch als Dream bekannt, ist ein thailändischer Fußballspieler.

## Karriere
Wongsapat Silahiranrat spielte 2018 für den Sisaket FC. Der Club aus Sisaket spielte in der zweiten Liga des Landes, der Thai League 2. 2019 wechselte er zum Erstligisten Chiangrai United nach Chiangrai. Die Hinserie 2019 wurde er an den Erstligaaufsteiger Chiangmai FC ausgeliehen. Für den Club aus Chiangmai absolvierte er drei Spiele in der Thai League. Die Rückserie wurde er an seinen ehemaligen Club Sisaket FC ausgeliehen. Hier absolvierte er sieben Zweitligaspiele. Nach Vertragsende in Chiangrai wechselte er zum Erstligaabsteiger Chiangmai FC. Für Chiangmai kam er 2020 nicht zum Einsatz. Anfang Dezember 2020 wechselte er zum Raj-Pracha FC nach Bangkok. Der Verein spielte in der dritten Liga, der Thai League 3. Hier spielte Raj-Pracha in der Western Region. Am Ende der Saison wurde er mit Raj-Pracha Vizemeister der Region. In den Aufstiegsspielen zur zweiten Liga belegte man den dritten Platz und stieg somit in die zweite Liga auf. Nach dem Aufstieg ging er nach Bangkok, wo er sich dem Zweitligisten Kasetsart FC anschloss. Für den Hauptstadtverein absolvierte er 25 Zweitligaspiele. Im Juni 2022 wechselte er in die erste Liga, wo er einen Vertrag beim Erstligaaufsteiger Lampang FC unterschrieb. Nach einer Saison Erstklassigkeit musste er mit dem Klub aus Lampang am Ende der Saison als Tabellenletzter wieder den Weg in die zweite Liga antreten. Für Lampang bestritt er zehn Ligaspiele. Zu Beginn der Saison 2023/24 unterschrieb er in Ayutthaya einen Vertrag beim Drittligisten STK Muangnont FC. Mit dem Verein spielt er in der Bangkok Metropolitan Region.

## Erfolge
Raj-Pracha FC
- Thai League 3 – West: 2020/21 (2. Platz)
- Thai League 3 – National Championship: 2020/21 (3. Platz)  ▲